# میگوی بیابانی
میگوی بیابانی (نام علمی: Eulimnadia texana) نام یک گونه از رده آبشش‌پایان است.